# Lotus dumetorum
Lotus dumetorum är en ärtväxtart som beskrevs av R.P.Murray. Lotus dumetorum ingår i släktet käringtänder, och familjen ärtväxter. Inga underarter finns listade i Catalogue of Life.